# Kiteretsu daihyakka
Kiteretsu daihyakka (キテレツ大百科?) è un manga giapponese fantascientifico creato da Fujiko F. Fujio che fu pubblicato per la rivista Kodomo no Hikari dall'aprile 1974 al luglio 1977 e di cui fu prodotto un anime dallo studio Asatsu in 331 episodi. La serie è stata trasmessa da Fuji TV a partire da marzo 1988. In Italia è inedita.

## Trama
Il personaggio principale è un ragazzino chiamato Kiteretsu, genio della matematica, che ha costruito un robot di compagnia di nome Korosuke. Le avventure raccontano principalmente dei loro viaggi temporali attraverso la macchina del tempo che Kireretsu ha costruito, e vedono coinvolti anche Miyoko (la vicina di casa di Kireretsu), il rivale in amore Tongari e il bulletto del quartiere Buta Gorilla.

## Doppiaggio
| Personaggio      | Voce giapponese                         |
| ---------------- | --------------------------------------- |
| Kiteretsu        | Toshiko Fujita                          |
| Korosuke         | Mami Koyama Kazuko Sugiyama             |
| Miyoko Nonoka    | Yuriko Yamamoto Mayumi Shō Chieko Honda |
| Madre di Miyoko  | Kimie Hangai Yuka Ōno Miyako Endō       |
| Padre di Miyoko  | Yūki Satō                               |
| Buta Gorilla     | Hiroshi Ōtake Naoki Tatsuta             |
| Tongari          | Ryū Manatsu Yūji Mitsuya                |
| Kiteretsu Saisan | n.a.                                    |